# Lagopus

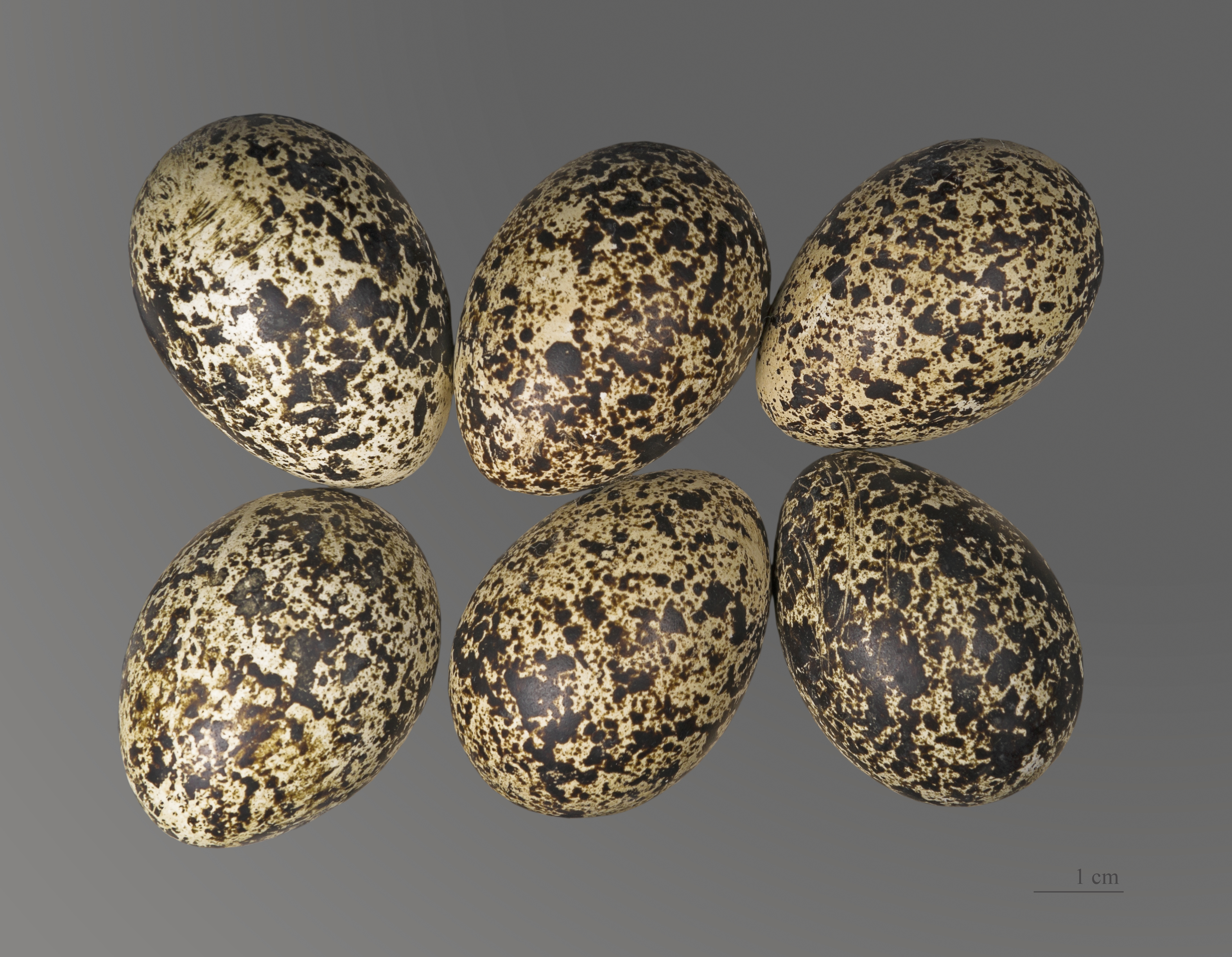
Lagopus muta

Lagopus és un gènere d'ocells de la subfamília dels tetraonins (Tetraoninae), dins la família dels fasiànids (Phasianidae). Aquests ocells tenen una distribució general circumpolar.			

## Llistat d'espècies
S'han descrit tres espècies dins aquest gènere:
- Perdiu cuablanca (Lagopus leucura).
- Perdiu blanca (Lagopus muta).
- Perdiu boreal (Lagopus lagopus).